# Кадру
Кадру (санскр. Kadrû — «чёрно-жёлтая») — в индийской мифологии дочь Дакши и одна из тринадцати жен Кашьяпы, мать нагов, важнейшими из которых являются Шеша и Васуки (царь змей, послуживший для богов канатом, которым они обвязали гору Мандара, для того чтобы ею пахтать Молочный океан). Источником сведений о Кадру служит «Вишну-Пурана».